# كامفين
الكَمفين أو (نقحرة: كامفين) مركب عضوي ثنائي الحلقة أحادي التربين. يكاد لا يذوب في الماء ولكنه يذوب بسهولة في المذيبات العضوية. يتطاير على درجة حرارة الغرفة وله رائحة نفاذة. الكَمفين مكون موجود بنسب قليلة في الكثير من الزيوت الأساسية مثل التربنتين وزيت السرو وزيت الكافور وزيت السترونيلا وزيت النيرولي والزنجبيل. ينتج صناعيا بواسطة المماكبة الحفزية للألفا-باينين الأكثر شيوعا.
يستخدم الكَمفين في تحضير العطور ومضاف غذائي لإكساب الطعم وأدوية اضطرابات الجهاز البولي.

## اقرأ أيضاً
- توكسافين
- الكمفن